# عائلة الحاج نعمان (مسلسل)
عائلة الحاج نعمان هو مسلسل مصري يتكون من جزئين أُنتج الأول منه عام 2017 وتم إذاعته على قناتي شبكة أوربت شوتايم الرئيسية، و‌شبكة أوربت شوتايم دراما. كما أتى الجزء الثاني عام 2018 ويتكون كل جزء من 35 حلقة.

## قصة الجزء الأول
هي قصه تشويقية تظهر تأثير المال ونفوس البشر عندما يتحكم المال بعقولهم وتموت ضمائرهم وتدور أحداث الجزء الأول في أواخر سبعينيات القرن العشرين، حيث نجد عائلة الحاج نعمان تاجر الموبيليا والذي لديه ابن وحيد (خالد) يعاني من الفصام. يسعى الحاج نعمان «صلاح عبد الله» لجعل ابنه يعيش حياة طبيعية ويقوم بتزويجه من ابنة عمه ليتم الطلاق في مرحلة لاحقة ثم يتزوج من راضية «سهر الصايغ» التي لها دور كبير في استقرار حالة النفسية لتتطور الاحداث فيم بعد وتهرب راضية ويموت خالد وبهية زوجة الأب.

## قصة الجزء الثاني
عرض الجزء الثاني من المسلسل عام 2018 في نفس القناة، وتدور أحداثه حول انتقال الأحداث لفترة خمسة وعشرين سنة حيث يتوفى خالد ابن الحاج نعمان، ويظهر ابنه الذي أنجبه من زوجته راضية والذي رفض الاعتراف به، وتتطور الأحداث ليظهر الحاج نعمان ويتم اللقاء بعد 25 سنة وينتقل للعيش بين عائلة الأب في دمياط ولكن الطمع في الإرث من طرف بقية افراد العائلة يعقد الوضع ثم تنكشف الحقيقة ويعود كمال ليعيش مع جده.